# Noggine
 (novembre 2019).
Si vous disposez d'ouvrages ou d'articles de référence ou si vous connaissez des sites web de qualité traitant du thème abordé ici, merci de compléter l'article en donnant les références utiles à sa vérifiabilité et en les liant à la section « Notes et références ».
La noggine est une protéine sécrétée par la chorde. 

## Rôle
Elle inhibe le facteur autocrine BMP4.
En effet, selon le modèle du cerveau par défaut, l'ectoderme se différencie spontanément en neuroectoderme. Mais l'expression de BMP4 par l'ectoderme lui-même (d'où le facteur autocrine) induit cette non différenciation et lui permet de garder cette nature ectodermique.
Cependant, la sécrétion de noggine par la chorde va inhiber BMP4, et permettre la différenciation de l'ectoderme en neurectoderme, pour former la gouttière neurale puis le tube neural qui forme le système nerveux central.
La crête neurale est quant-à-elle responsable du système nerveux périphérique.